# XI. Fliegerkorps
Das XI. Fliegerkorps war ein Großverband der Luftwaffe der Wehrmacht im Zweiten Weltkrieg.

## Geschichte
Das XI. Fliegerkorps wurde am 1. Januar 1941 in Berlin aus dem erweiterten Stab der 7. Flieger-Division gebildet. Ihm unterstanden alle Fallschirm- und Luftlandeverbände der Luftwaffe. Seine Aufgabe war in erster Linie die Ausbildung und Weiterentwicklung der Fallschirmjäger- und Luftlandeverbände sowie die Erprobung neuer Ausrüstung.
Erster Einsatz des Korps war ab dem 20. Mai 1941 die Eroberung der griechischen Insel Kreta aus der Luft. Der Luftflotte 4 unterstellt, führte es Fallschirmjäger-, Transportflieger-, Lastensegler- und Heeresverbände in den Kampf. Um den Widerstandswillen der kretischen Bevölkerung zu brechen, erließ der Kommandierende General des Korps am 30. April einen Befehl, der im Sinne des damals geltenden Kriegsvölkerrechts keine zulässigen Repressalien beinhaltete, sondern Kriegsverbrechen gegen die Zivilbevölkerung anwies. Die Besetzung Kretas war bis zum 1. Juni 1941 abgeschlossen. Insgesamt verlor das Korps während der zwölftägigen Kämpfe 6000 Soldaten an Gefallenen, Verwundeten und Vermissten. Von den anfangs verfügbaren 500 Transportmaschinen vom Typ Junkers Ju 52 wurden 150 total zerstört und 165 beschädigt. Anschließend kehrte das Korps nach Deutschland zurück und widmete sich seiner eigentlichen Aufgabe.
Am 3. April 1944 wurde das Korps in die 1. Fallschirmarmee umgewandelt.

## Personen

### Kommandierender General
| Dienstgrad          | Name         | Datum                            |
| ------------------- | ------------ | -------------------------------- |
| General der Flieger | Kurt Student | 1. Januar 1941 bis 3. April 1944 |

### Chef des Stabes
| Dienstgrad | Name              | Datum                               |
| ---------- | ----------------- | ----------------------------------- |
| Oberst     | Alfred Schlemm    | 1. Januar 1941 bis 7. Februar 1942  |
| Oberst     | Heinrich Trettner | 7. Februar 1942 bis 4. Oktober 1943 |

### Erster Generalstabsoffizier
| Dienstgrad | Name            | Datum                               |
| ---------- | --------------- | ----------------------------------- |
| Major      | Harry Hermann   | 1. Mai 1942 bis 1. Oktober 1942     |
| Hauptmann  | Günther Collani | 1. Oktober 1942 bis 7. Februar 1944 |

## Unterstellte Verbände
| 20. Mai 1941 | |
| --- | --- |
| 20. Mai 1941 | 7. Flieger-Division; Luftlande-Sturmregiment; 5. Gebirgs-Division; 22. Infanterie-Division; I. und II./Kampfgeschwader z. b. V. 1; I. und II./Kampfgeschwader z. b. V. 172; Kampfgruppe z.b.V 60; Kampfgruppe z. b. V. 101; Kampfgruppe z. b. V. 102; Kampfgruppe z. b. V. 40; Kampfgruppe z. b. V. 105; Kampfgruppe z. b. V. 106; I./Luftlandegeschwader 1; |
| September 1942 | |
| 7. Flieger-Division; Fallschirmjäger-Brigade Ramcke; Fallschirmjäger-Regiment 2; Fallschirmjäger-Regiment 5; Kommando der Schulen und Ergänzungseinheiten                           | |
| Dezember 1943 | |
| Luftlandegeschwader 1; I./Luftlandegeschwader 2; Ergänzungsgruppe (S) 1; Ergänzungsgruppe (S) 2; Fallschirmschule I; Fallschirmschule II; Fallschirmschule III; Fallschirmschule IV | |

Anmerkungen
1. ↑  Bedeutung der Abkürzungen, siehe Organisation der Geschwader